# Гигантска мида тридакна
Гигантската мида тридакна (Tridacna gigas) е вид соленоводна мида, обитаваща рифовете на Тихия и Индийския океан. Известна е с прозвището гигантска тридакна, поради необичайно големите за мекотело размери. Диаметърът на черупката може да достигне до 1,2 m, а масата на най-големите екземпляри надминава 200 kg . Продължителността на живот, често надминава 100 години .
Tridacna gigas е типичен филтратор – храни се с дребни едноклетъчни водорасли и микроорганизми, които поема непрекъснато с водата.
Мидите от този вид дават бисери, чийто размери често са внушителни, но това не са класически перли, а просто порцеланообразна материя. Най-голямата документирана перла от този вид е с дължина 24 cm, широчина 14 cm и височина 15 cm с тегло от 6,4 kg .
През 1956 г. на остров Исигаки, Окинава (Япония) е намерена такава мида с тегло 333 kg и дължина 1,15 m . Счита се за най-голямото мекотело на Земята, според книгата за рекордите на Гинес.

## Легенди
Тъй като мидата е с огромни размери, в миналото се е считала за опасен за човека вид. Често в технически инструкции за водолази и научни публикации се е отбелязвала като човекоубиец, а дори в старо издание на наръчника за гмуркачи на армията на САЩ е имало детайлна инструкция за освобождаването на човек от мида.
В наши дни мидата не се счита за агресивна или дори опасна за човек. Теоретично е възможно бързото затваряне на черупката, но практически затварянето на двете половини е защитен механизъм и се извършва достатъчно бавно за да не представлява сериозна заплаха. Счита се, че мидата не е способна на светкавично затваряне на черупката и не може да причини вреда на внимателен гмуркач.

## Природозащитен статус
Tridacna gigas е уязвим вид и за нейното опазване се прилагат редица директиви . Полагат се специални грижи за естествените популации, като дори има изкуствени развъдници за миди от този вид.